# کارولین پلیدروپ
کارولین پلیدروپ (انگلیسی: Caroline Pleidrup؛ زادهٔ ۱۱ دسامبر ۲۰۰۰) بازیکن فوتبال اهل دانمارک است.
وی همچنین در تیم‌های ملی فوتبال Denmark women's national under-17 football team, Denmark women's national under-19 football team، و زنان دانمارک بازی کرده‌است.